# Municipio de Barrow-in-Furness
Barrow-in-Furness es un distrito no metropolitano con el estatus de municipio, ubicado en el condado de Cumbria (Inglaterra). Fue constituido el 1 de abril de 1974 bajo la Ley de Gobierno Local de 1972 como una fusión del municipio condal de Barrow-in-Furness y el distrito urbano de Dalton-in-Furness.

## Geografía
Según la Oficina Nacional de Estadística británica, Barrow-in-Furness tiene una superficie de 77,87 km².

## Demografía
Según el censo de 2001, Barrow-in-Furness tenía 71 980 habitantes (48,75% varones, 51,25% mujeres) y una densidad de población de 924,36 hab/km². El 20,83% eran menores de 16 años, el 71,17% tenían entre 16 y 74, y el 8% eran mayores de 74. La media de edad era de 39,44 años. 
Según su grupo étnico, el 99,21% de los habitantes eran blancos, el 0,29% mestizos, el 0,22% asiáticos, el 0,06% negros, el 0,14% chinos, y el 0,07% de cualquier otro. La mayor parte (97,74%) eran originarios del Reino Unido. El resto de países europeos englobaban al 0,99% de la población, mientras que el 0,25% había nacido en África, el 0,5% en Asia, el 0,35% en América del Norte, el 0,03% en América del Sur, el 0,12% en Oceanía, y el 0,02% en cualquier otro lugar. El cristianismo era profesado por el 81,03%, el budismo por el 0,1%, el hinduismo por el 0,06%, el judaísmo por el 0,03%, el islam por el 0,25%, el sijismo por el 0,01%, y cualquier otra religión por el 0,13%. El 10,79% no eran religiosos y el 7,59% no marcaron ninguna opción en el censo.
El 41,62% de los habitantes estaban solteros, el 41,8% casados, el 1,59% separados, el 7,41% divorciados y el 7,58% viudos. Había 30 525 hogares con residentes, de los cuales el 29,85% estaban habitados por una sola persona, el 10,92% por padres solteros con o sin hijos dependientes, el 57,57% por parejas (47,84% casadas, 9,73% sin casar) con o sin hijos dependientes, y el 1,66% por múltiples personas. Además, había 1777 hogares sin ocupar y 158 eran alojamientos vacacionales o segundas residencias.